# Mecanismo de Goldberger-Wise
En Física de partículas, el Mecanismo de Goldberger–Wise
 es un popular mecanismo que determina el tamaño de la quinta dimensión en modelo de Randall-Sundrum.  El mecanismo utiliza un campo escalar que se propaga a lo largo del volumen de cinco dimensiones. En cada una de las Branas que terminan la quinta dimensión (frecuentemente referidas como la brana de Planck y brana TeV, respectivamente) hay un potencial para este campo escalar. Los mínimos para los potenciales en la brana de Planck y en la brana TeV son diferentes y esta diferencia causa que el valor esperado para el vacío en el campo escalar varíe a lo largo de la quinta dimensión. Esta configuración genera un potencial para el radión causando la presencia de un valor esperado de vacío y una masa.   Con valores razonables para el potencial escalar, el tamaño de la dimensión extra es lo suficientemente grande para resolver el problema de jerarquía.